# Dimitri Verhulst
Dimitri Verhulst (ur. 2 października 1972 w Aalst) – belgijski pisarz i poeta, przedstawiciel współczesnej literatury flamandzkiej.

## Życiorys
Dimitri Verhulst urodził się 2 października 1972 w Aalst. Ponieważ pochodzi z rozbitej rodziny. Dorastał w domach dziecka i domach opieki. Mieszka i pracuje w Huccorgne.
W 1994 roku zadebiutował zbiorem opowiadań Assevrijdag. W 2003 roku wydał książkę Problemski Hotel (w Polsce wydana została w 2013 roku przez wydawnictwo Claroscuro w przekładzie Sławomira Paszkieta), która poruszała problematykę życia uchodźców w ośrodku w Arendonk (Belgia). Dzieło zostało wpisane na listę Unesco Collection of Representative Works. W 2015 roku powieść ta została zekranizowana. Reżyserem został Manu Riche, który wspólnie z Verhulstem napisał scenariusz filmu.
Kolejna powieść (z wątkami autobiograficznymi) De helaasheid der dingen ukazała się w 2006 roku. Rok później otrzymał za nią m.in. nagrodę Złota Sowa (Gouden Uil). Powieść ta została zekranizowana (polski tytuł filmu to Boso, ale na rowerze), a film nagrodzono na MFF w Cannes. W 2008 roku Verhulst opublikował powieść Godverdomse dagen op een godverdomse bol (dosł. Przeklęte dni na przeklętym globie), która rok później zdobyła literacką nagrodą Libris. W 2017 roku był gościem Międzynarodowego Festiwalu Opowiadania we Wrocławiu.

## Twórczość
Dzieła autora przetłumaczono w sumie na 27 języków.

- Assevrijdag, 1994
- De kamer hiernaast, 1999
- Niets, niemand en redelijk stil, 2001
- Liefde, tenzij anders vermeld, 2001
- De verveling van de keeper, 2002
- Problemski Hotel, 2003 (wyd. pol. w przekładzie Sławomira Paszkieta, "Problemski hotel" Warszawa: Claroscuro. 2013)
- Dinsdagland. Schetsen van België, 2004
- Yerma vraagt een toefeling, 2005
- Boekendiefstal is een zegen voor de middenstand, 2005
- De helaasheid der dingen, 2006
- Mevrouw Verona daalt de heuvel af, 2006
- Godverdomse dagen op een godverdomse bol, 2008
- De laatste liefde van mijn moeder, 2010
- De zeven laatste zinnen, 2010
- Monoloog van iemand die het gewoon werd tegen zichzelf te praten, 2011
- De intrede van Christus in Brussel, 2011
- De laatkomer, 2013
- "Kaddisj voor een kut", 2014
- "De zomer hou je ook niet tegen", 2015
- "Bloedboek", 2015
- "Het leven gezien van beneden", 2016
- "Spoo Pee Doo", 2016
- "Stoppen met roken in 87 gedichten", 2017, zbiór poezji

## Nagrody
- 2007: Złota Sowa - Nagroda Publiczności (Publieksprijs Gouden Uil) za De helaasheid der dingen
- 2007: Humo's Gouden Bladwijzer za De helaasheid der dingen
- 2008: De Inktaap za De helaasheid der dingen
- 2009: Najlepsza książka roku 2008 według Humo's Pop Poll za Godverdomse dagen op een godverdomse bol
- 2009: Nagroda Literacka Libris (Libris Literatuurprijs) za Godverdomse dagen op een godverdomse bol